# Jackie Wright
John „Jackie“ Wright (* 24. September 1904 in Belfast, Nordirland; † Januar 1989 ebenda) war ein britischer Komiker, Musiker und Schauspieler, der durch die Benny-Hill-Show bekannt wurde.

## Leben und Karriere
Wright war das älteste von zwölf Geschwistern und wuchs in Belfast auf. Nach seiner Schulzeit arbeitete er als Karosseriebauer, davon einige Zeit in den Vereinigten Staaten für Cadillac. Zu Beginn der sich abzeichnenden Weltwirtschaftskrise kehrte Wright Anfang der 1930er Jahre in seine nordirische Heimatstadt zurück, wo er sein Geld zunächst als Posaunist verdiente und später im Unterhaltungs- und Kleinkunstbereich arbeitete.
Sein Debüt im Fernsehen hatte Wright erst 1963 im Alter von 58 Jahren mit einer Nebenrolle in der Dick Emery Show. 1968 wurde Benny Hill auf ihn aufmerksam, der gerade im Begriff war, von der BBC zu Thames Television zu wechseln. Er überredete ihn sich seiner Comedy-Truppe anzuschließen und Wright wurde festes Mitglied des Ensembles der Benny-Hill-Show für die folgenden 15 Jahre. Hill bezeichnete ihn innerhalb der Show – in Anspielung auf seine Größe – als „Kleiner Jackie“, „Onkel Jackie“ oder „unser kleiner Donny Osmond“. Wrights Körpergröße von nur 150 cm, seine Kahlköpfigkeit und sein nordirischer Akzent wurden zu seinen Markenzeichen.
Berühmt sind die Szenen, in denen Hill Wright wiederholt auf dessen Glatze klopft, unterlegt mit eingespielten Klatschlauten; diese sind oft in schneller gedrehten Verfolgungsjagden zu sehen, für die die Benny-Hill-Show bekannt war. In einem Interview behauptete Wrights ehemalige Schauspielkollegin Suzy Mandel, Jackie Wright wäre ein Kettenraucher gewesen und hätte „seine Zigarette während der Szenen oft im Mund oder hinter seinem Rücken versteckt. Tatsächlich könne man oft eine kleine Rauchwolke hinter ihm aufsteigen sehen, wenn man genau genug hinschaut. Benny hätte ihn auf den Kopf geschlagen, um den Rauch wegzufächern.“
Neben der Benny-Hill-Show war Wright 1973 auch in der kurzlebigen Fernsehserie Whoops Baghdad! mit Frankie Howerd zu sehen und er hatte eine kleine Rolle in der Musikkomödie Three for All im Jahr 1975. In den Vereinigten Staaten erlangte er ab 1978 Kultstatus, als dort mit der Zweitverwertung gekürzter Ausgaben der Benny-Hill-Show begonnen wurde. Am Northampton Repertory Theatre spielte er am 26. Oktober 1965 in Brendan Behans The Hostage an der Seite von Marcia Warren, James Watts, Frank Cousins und Michael Elwick unter der Regie von Alan Vaughan-Williams.
Im Jahr 1983 verließ Wright die Benny-Hill-Show aufgrund seiner angegriffenen Gesundheit. Fünfeinhalb Jahre später verstarb er im Alter von 84 Jahren in einem Krankenhaus in Belfast nach langer Krankheit. Zu seinem Tod äußerte sich Benny Hill mit den folgenden Worten: „Er war ein liebenswürdiger kleiner Kerl… ich bin unbeschreiblich traurig.“ (engl. „He was a lovely little fella… I'm saddened beyond words.“)

## Filmografie (Auswahl)
- 1963: The Dick Emery Show
- 1967: Adam Adamant Lives!
- 1967: Theatre 625
- 1968: Task Force Police (Z-Cars)
- 1968–1985: The Benny Hill Show
- 1969: School for Sex – Rund ums Bett (School for Sex)
- 1969: Scott On...
- 1970: Here Come the Double Deckers!
- 1973: Whoops Baghdad!
- 1974: Sing the Lady Out of Bed
- 1975: Play for Today
- 1975: Three for All
- 1976: Angels
- 1976: The Basil Brush Show
- 1979: The Jim Davidson Show